# Tacobamba

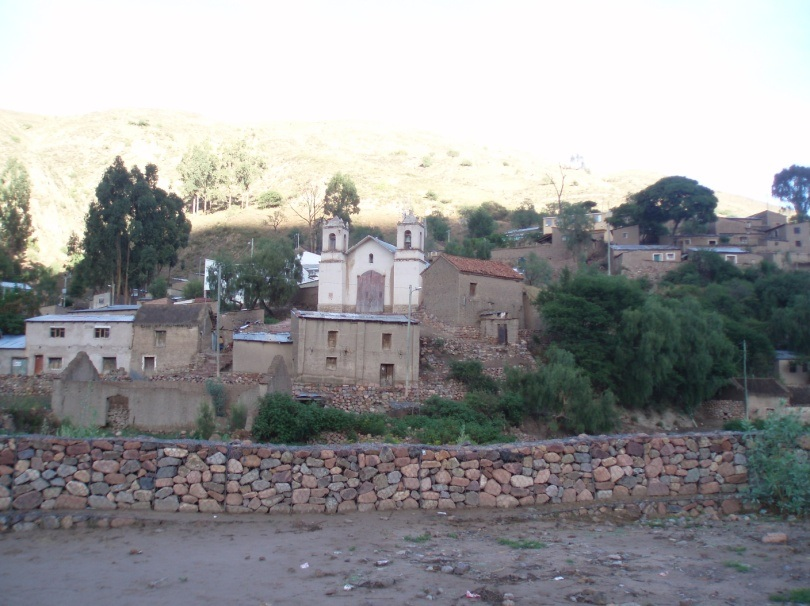
Iglesia de Tacobamba.

Tacobamba es una localidad y municipio de Bolivia, ubicado en la provincia de Cornelio Saavedra del departamento de Potosí. Está ubicado a una altitud de 3.019 m s. n. m., y cuenta con un clima frígido.

## Límites
El municipio de Tacobamba se encuentra ubicado al noreste del departamento de Potosí, limitando al norte con la provincia de Chayanta (municipios de Ocurí y Ravelo), al sur con la provincia de Frías, (municipios de Tinguipaya y Potosí), al este con el municipio de Yotala y la provincia de Oropeza en el departamento de Chuquisaca y al oeste con el municipio de Chaquí de la provincia de Cornelio Saavedra en el departamento de Potosí.

## Vías de acceso
El acceso vial desde la ciudad de Potosí es por el camino troncal asfaltado Potosí a Sucre unos 15 km, luego se ingresa por camino de tierra hacia la comunidad de Chalviri situada a unos 25 km y de allí por camino de tierra 50 km. En total el trayecto es de 90 km.
El acceso es permanente durante todo el año, pero venciendo las dificultades que se presentan en la época lluviosa, ya que no se cuenta con puentes en sectores tales que se inhabilita el paso hasta que pase la riada.

## Clima
El clima está en gran medida controlado por el relieve que va desde 2.900 m s. n. m. hasta los 4.500 m s. n. m. y por su variación latitudinal. Por su situación geográfica el Municipio de Tacobamba está comprendido en la región andina. La influencia de la cadena montañosa y altiplánica ocasiona que las condiciones climáticas con temperatura baja, que oscilan entre 1,5° a 16,3°. La precipitación es escasa y llega en promedio a 411,7 mm por año. 

## Relieve topográfico
La zona es montañosa andina. La Cordillera Real u Central se constituye el segundo ramal de la cordillera de los Andes que atraviesa toda América del Sur, la cual en el límite fronterizo de Bolivia con el Perú se divide en dos grandes ramales, denominados Cordillera Occidental que forma límite natural con las Repúblicas de Perú y Chile y la Cordillera Real u Oriental que atraviesa todo el territorio de Bolivia.
La fisiografía del municipio se caracteriza por montañas con pendientes pronunciadas y escarpadas y de grandes extensiones.
La localidad de Tacobamba está ubicada en un enclave de la parte baja de una serranía con pendiente pronunciada de oeste a este y le circunda un río temporal de gran playa de sud a norte. El suelo del sitio es altamente duro y consolidado. Por la parte central del pueblo cruza una quebrada de oeste a este.

## Demografía
De acuerdo con el censo boliviano de 2024, la población del municipio de Tacobamba es de 14 208 habitantes.
La población del municipio creció aproximadamente una cuarta parte entre 1992 y 2024:
| Año  | Habitantes (municipio) | Fuente |
| ---- | ---------------------- | ------ |
| 1992 | 11.727                 | Censo  |
| 2001 | 12.754                 | Censo  |
| 2012 | 11.735                 | Censo  |
| 2024 | 14.208                 | Censo  |

El Censo de Población y Vivienda realizado por el Instituto Nacional de Estadística (INE) en el 2001, indica que el municipio de Tacobamba alcanzaría al año 2010 a una población de 13.910 habitantes, de los cuales 7.094 son hombres y 6.816 son mujeres, distribuidas en seis cantones, siendo el cantón Tacobamba el más grande y con mayor población. 
En el mes de octubre de 2012, se ha investigado la población de la localidad de Tacobamba, resultando una población de 200 habitantes, de los cuales 102  son varones  y  98 mujeres; existiendo un promedio de  3.7 miembros por familia y un total de  54  viviendas.

## Cultura y sociedad
Los datos históricos señalan que la población del municipio de Tacobamba es originaria de pueblos andinos quechuas, del señorío o confederación Qhara Qhara en la parte colindante con la provincia de Frías (Migma, Condes, Ancoma), asentados antes de la colonia en esta provincia, en la totalidad del territorio del municipio habitan comunidades originarias y de ex haciendas que comparten territorio desde épocas anteriores a la creación de la República de Bolivia en 1825. 
La existencia de ayllus en la parte norte del municipio es todavía una forma de organización encontrándose los ayllus Qulu, Tujra, Qullana en la zona de Ancoma y Peregira Pampa, mientras que en el sector noreste se distingue el ayllu Tirina, estas estructuras, aún tienen sus autoridades, que han sido y están siendo reemplazados por la estructura del sindicato agrario.
La predominancia del idioma quechua en Tacobamba es resultado de la influencia de los centros poblados urbanos y de la economía minera vinculada con la emigración de los trabajadores a los valles de Chuquisaca, idioma utilizado para las relaciones familiares, ínter comunales y comerciales, el 100% de los campesinos tienen como primera lengua el quechua y como segunda lengua es el castellano en un 25% que hablan medianamente. Sin embargo en el pueblo de Tacobamba, la primera lengua también es el quechua.
En la localidad de Tacobamba, hay una preponderancia de la religión católica, seguido de la iglesia evangélica (pentecostal, luterana). c
Las manifestaciones culturales de la identidad andina, colectiva, expresadas en los cuentos,  rituales, leyendas, fiestas religiosas, música, prácticas agropecuarias, modelos de organización, formas de educación y comunicación, mantienen vigencia, donde la música es un importante componente de la vida del campesino y de la comunidad, siendo ellos mismos quienes fabrican sus instrumentos, nominando al pinquillo y el charango que originalmente siempre llevan consigo.
La fiesta central es el 7 de octubre “Virgen del Rosario”, festividad que aglutina a toda la población del municipio en la capital de la sección, pueblo de Tacobamba, que dura hasta una semana, en la cual también se expresan las tradiciones y manifestaciones culturales de la región. 
Todas esta fiestas de tipo religioso-pagano, son acompañados con chicha y duran dos o más días, muestra cultural que está dada por las tradiciones y costumbres que practican en la actualidad.

## Economía
La agricultura se constituye en la principal actividad productiva de las familias originarias del municipio, y se desarrolla sobre la base de cultivos anuales y perennes en pequeña escala, relacionando esta categoría a la estratificación de comunidades de acuerdo con su ubicación en la puna o cabecera de valle.
Tacobamba presenta estaciones de cultivo con corta duración, ya que las granizadas y heladas son comunes. El campesino agricultor explota propiedades pequeñas menores de 2 a 5 ha, dando lugar a una fragmentación de la tierra que incluso llega a que los campesinos sean dueños de surcos, resultado de la partición de tierras a escala familiar y de herencias. 
El campesino de la zona reserva gran parte de su producción para autoconsumo y sólo un 5%, en promedio, lo destina a la comercialización en los mercados más próximos como Potosí, Betanzos y Sucre o ferias locales, algunos de estos productos como la papa es transformado en chuño. 
La explotación agrícola es intensiva, provocando una creciente degradación de los recursos naturales por procesos de erosión hídrica, salinización de suelos y la pérdida de cobertura vegetal por sobre pastoreo. 
Los principales cultivos en el municipio, son tubérculos (papas, oca, papaliza), por cereales (maíz, trigo, cebada, quinua) y leguminosas (haba, arveja, tarwi), cuyas variedades varían de acuerdo a la zona en la cual son cultivadas.
La tecnología empleada en la producción agrícola, es característica de la agricultura tradicional, este sistema se adapta a las condiciones medio ambientales y climatológicas, la tierra es labrada con tracción animal, (yunta de bueyes), arado típico de madera y reja de metal y como instrumentos de labranza utilizan las picotas, azadón, hoz, y palas, quese utilizan en todo el proceso productivo.
En cuanto a la minería, en 2023 fue anunciado el descubrimiento de un yacimiento de plata en el municipio de Tacobamba, que según los estudios llegaría a producir 171 millones de onzas del metal. La empresa que planea extraer los recursos mineros de aquel yacimiento, New Pacific Metals Corp, consideró que se puede convertirse en una de las minas de plata más grandes del mundo.